# Mersz Klub
A Mersz művészeti klubot 2015 szeptemberében alapította Lantos László Triceps (1955, szabadkai író-rendező) és Falcsik Mari költő az általuk vezetett kulturális-művészeti, nonprofit Bada Dada Alapítvány jogi és pénzügyi hátterével.

## Székhelye
1086 Budapest, VIII. Csobánc u. 10.

## Célkitűzései
Célkitűzéseik: az európai nívójú avantgárd, alternatív és underground magyar művészet támogatása és bemutatása, politikai, vallási, nemi stb. hovatartozástól függetlenül, különös tekintettel a fiatal generációk és a Vajdaság alkotóira. A profil: kortárs irodalom és képzőművészet, színház és performansz, fotó, film, valamint elméleti előadások. Eddig 360 programot mutattak be, amelyeket a Facebook-oldalukon és e-mailekben hirdettek meg.
A klubot önerőből és az alapítvány bevételeiből (honoráriumok, könyveladás stb.) finanszírozzák, állami, önkormányzati támogatást nélkül. A klub két, utcára nyíló félszuterén (60+64 m²  területű) helyiségből áll, köztük egy vizes blokkal. A rendbe hozott, kisebb helyiségben 80 néző/vendég fér el. Programokat egész évben, de csak péntekenként tartanak, a belépés ingyenes. Kéthetente egyszer az Opál Színház (rendező: Triceps) próbál itt. A Klub működését fizikai munkával, szervezéssel stb. néhány önkéntes támogatja.
Az alapítvány adja ki a Mersz Könyvek sorozatot, melyben a kísérleti kortárs magyar irodalom és képzőművészet tehetségeit, valamint elhunyt költők hagyatékát adják közre. A kötetek 100 számozott, aláírt példányban jelennek meg, kereskedelmi forgalomba nem kerülnek. Eddig 21 könyvet és 3 katalógust publikáltak.
Az alapítvány 2014 óta ingyenes könyvadományokkal (irodalom, művészetek, társadalomtudományok témakörben) támogatja a vajdasági (Szabadka, Kanizsa, Martonos stb.), valamint az anyaországi kistelepülések (Kóny, Örvényes, Héhalom stb.) könyvtárait, összesen kb. 8 millió Ft értékben.

## Irodalmi estek
Moderátorok: Falcsik Mari, Triceps (2015-től), Ménes Attila / Soteria Alapítvány (2017–18)
Támogató: a Szépírók Társasága (2015. szeptember – 2018. március, 2019. novembertől)
- SZÉLSŐSÉGEK: Ménes Attila, Gulisio Tímea (2015. szeptember 19.)
- MAGAM MAGAM: Triceps, Simon Márton (2015. október 3.)
- FÉLNI ÉS HINNI: Falcsik Mari, Szőke Imre (2015. október 10.)
- A KÁOSZ ANGYALA: Fenyvesi Ottó, Makai Máté (2015. október 17.)
- GITT GYÜLI (SZILVUPLÉ #1): a gittegylet.com netes folyóirat estje: Szeifert Natália (szerk.), Gulisio Tímea, Mező Ferenc, Ménes Attila, Stiller Kriszta, Ürmös Attila (2015. december 30.)
- PLUSZ ÁFA: ÁKOS, FERI ÉS ANDRÁS: Gerevich András + Varga Ákos, Sági Ferenc (2016. február 26.)
- PÁR/BESZÉD: Falcsik Mari, Szalóczi Géza (2016. március 18.)
- FOLYOSÓ A HOLDRA: Ménes Attila (2016. március 25.)
- NŐSÁRKÁNYOK: Ladik Katalin, Eve Alexander (2016. április 1.)
- HÁRDKÓR: Triceps, Aradi Zsolt + Szabó-Nagy Attila (gitár) (2016. április 7.)
- ANTIKÖLTÉSZET – JÓZSEF ATTILA 111. SZÜLETÉSNAPJÁRA: a Pesti Séta felolvasóestje: Brenner Zoltán, Litván Ádám, Ménes Attila, Marton Dániel, Syporca Whandal, Triceps... (2016. április 11.)
- RÉG NEM BESZÉLTÜNK: Balogh Endre, Nagy Márta Júlia (2016. április 15.)
- NÓTÁS KEDVŰ VOLT AZ APÁNK: Balázs Attila, Danyi Zoltán + Lafferton Luca (fuvola) (2016. április 22.)
- Ó ROSSZORSZÁG: M. Nagy Miklós, Egressy Zoltán, Turi Márton (2016. április 29.)
- SPION-E VAGY?: Gervai András (kötetbemutató) (2016. május 6.)
- HOLTVERSENY: Péterffy Gergely, Totth Benedek (2016. május 27.)
- KERTÜNK: a Facebookos irodalmi folyóirat estje: Falcsik Mari (szerk.), Géczi János, Gulisio Tímea, Horváth Éva, Ménes Attila, Pető Tóth Károly, Syporca Whandal, Triceps (2016. június 3.)
- A BOLOND, AZ ANYA ÉS A FIÚ: Ménes Attila (kötetbemutató) (2016. június 10.)
- A KÖLTŐ ÉS A MACSKA, AVAGY A MEGVÉNHEDT ISTEN: Petőcz András, Varga Lilla (2016. június 17.)
- KÉT PART KÖZÖTT KÉT FOLYÓ: Szűgyi Zoltán, Szűgyi Zsolt (2016. szeptember 23.)
- ISTEN A MEGYEHÁRMAT NÉZI: Sajó László (2016. október 14.)
- BALKÁNI TANGÓ DÉLUTÁNI KÁVÉHOZ: Ürmös Attila (kötetbemutató) (2016. november 18.)
- PÁRTERÁPIA: Garaczi László, Nagy Ildikó Noémi (2016. december 2.)
- ROHANÁS A ROHADÁSBA (SZILVUPLÉ #2): Ménes Attila + Opál Színház (perf.) (2016. december 30.)
- ÉLETTÁRSI ISZONY: Gulisio Tímea, Syporca Whandal (2017. január 20.)
- BALLADA A REMÉNYRŐL: Falcsik Mari (2017. március 10.)
- „NE ŐT, AZ EMBER FIÁT!”: Ladik Katalin (2017. április 14.)
- SEMMIKOR: Triceps (kötetbemutató) + Opál Színház (perf.) (2017. június 2.)
- AZ ELLENTÉTPÁRHUZAMOKTÓL A SZELEKTÍV ÜVEGHEGYEKIG: Debreczeny György (kötetbemutató) + Syporca Whandal (perf.) (2017. június 30.)
- ELEKTROMOS ÁRNYAK #1: Kreutz László (+ dob, elektro) (2017. július 7.)
- JELENTÉS A KÓR HÁZÁBÓL: Bozsik Péter (kötetbemutató) (2017. szeptember 15.)
- FÉNYPILLÉREK: Kecskés Péter (kötetbemutató) + Nagy Katica, Petőcz András, Rőczei György (2017. szeptember 22.)
- MRT WAX: Triceps + Opál Színház (perf.) (2017. szeptember 29.)
- VELKÁM ISHIGURO! Kazuo Ishiguro, Nobel-díjas író tiszteletére: Falcsik Mari (fordító), M. Nagy Miklós (szerk.) (2017. október 13.)
- ELEKTROMOS ÁRNYAK #2: Kreutz László (+ dob, elektro) (2017. október 20.)
- TÜKRÖZŐDÉSEK: Villányi G. András (Soteria / 2017. november 1.)
- VÉGÜL GLECCSER LESZ: Géczi János (2017. november 3.)
- A TIZENHARMADIK TANÍTVÁNY: Jahoda Sándor, Barna Róbert + Hrisztov Toma, Varga Ferenc (hegedű) (2017. november 10.)
- LÉPCSŐHÁZI LABIRINTUSOK: Mesterházi Fruzsina, Schreiner Dénes + Barta Zsolt (gitár) (2017. november 24.)
- KONZERVEK KÖZÖTT: Debreczeny György + Syporca Whandal (perf.) (2017. december 8.)
- 42: Peer Krisztián (Soteria / 2017. december 13.)
- PÁRATLAN NEMZEDÉKTELEN: Zalán Tibor (2017. december 15.)
- A SZELEKET HÍVOM (SZILVUPLÉ #3): Kettős Tamás + Kreutz László (dzsembe), Falcsik Tigris (dob) / Opál Színház (perf.) (2017. december 29.)
- POP, CSAJOK, NÉPHADSEREG!: Ürmös Attila (2018. január 12.)
- A SZENT GRÁL GODWIN SZERINT: Krausz Tivadar (kötetbemutató) + Rőczei György, Gulisio Tímea, Fábián Franciska (fuvola) (2018. január 13.)
- FÜZET: Nagy Zopán (kötetbemutató) + Rőczei György, Opál Színház (perf.) (2018. január 19.)
- ISTENBÁCSI (ÚJ ÉS ÚJRAÍRT TÖRTÉNETEK): Ficsku Pál (Soteria / 2018. január 31.)
- TÚLÉLNI A DOCUMENTA 14-ET: Ladik Katalin (+ happening) (2018. február 9.)
- 22.630 NAP: Falcsik Mari (2018. március 9.)
- !KETTŐS TAMÁS ESETE! Kettős Tamás (2018. március 23.)
- ÁLLAMI ÁLOMGYÁR: Gervai András (kötetbemutató) (2018. április 27.)
- VÁR UCCA MŰHELY (Veszprém) lapbemutató est: Fenyvesi Ottó, Kilián László, Arany Zsuzsanna + Falcsik Mari, Triceps (2018. május 23.)
- MERZ = MERSZ: könyvutóhéti bemutató: Mersz könyvek: Falcsik Mari, Triceps, Rőczei György + Brenner Zoltán (feat. Bada Dada), Hornyik Anna, Horváth Éva, Kecskés Péter, Nagy Zopán, Syporca Whandal + Kreutz László (elektro dobkoncert) (2018. június 15.)
- ŐSZINTE GYÖNGYSZEMEK: Bada Dada (kötetbemutató) + Opál Színház (perf.) (2018. június 22.)
- EVE X: Horváth Éva + Opál Színház (perf.) (2018. július 20.)
- YUHAR: a yuhar.hu netes archívum élőestje: Barlog Károly, Szabó Palócz Attila (szerkesztők) + archív felvételek: Sziveri János (a költő előadásában), Gion Nándor és Tolnai Ottó (Kovács Frigyes és Lantos Erzsébet tolmácsolásában) (2018. október 12.)
- FÜZET 02: Nagy Zopán (kötetbemutató) Rőczei György + Szöveg és hang: Nagy Zopán. Zene: Rovar17 (noise), Maller Luca (szaxofon). Vetítés: MaN (2018. november 23.)
- FELES: Ferdinánd Zoltán és Nagy M. Hedvig (kötetbemutató) + Halszájoptika / Haynal Ákos (vetítés) (2018. november 30.)
- ASZFALTANGYAL GYOMORKESELYŰVEL: Sajó László (2018. december 21.)
- ÓLOMÖNTÉS (SZILVUPLÉ #4): Ladik Katalin, Kettős Tamás, Sajó László, Brenner Zoltán (feat. Bada Dada) + kiállításmegnyitó (2018. december 28.)
- ÉLET A KÁLI HOLTAK UTÁN: Térey János + kiállítás záró (1970–2019) (2019. január 18.)
- KÜLÖNÖS NYÁR-ÉJSZAKA VOLT... Ady100! multimediális est: Falcsik Mari, Petőcz András, Rőczei György + Litván Ádám & Vasas Tamás (gitár) + Garamvölgyi Eperke és Dezső (tánc, diaporáma) (2019. január 25.)
- A GÓLEM ÚJ NAPJAI – MENEKÜLÉS PRÁGÁBÓL: Litván Ádám, Vasas Tamás (két hangra és gitárra) (2019. február 15.)
- NÉGYUJJ MESTER TANÍTÁSAI (BALKANRAT1): Triceps + Opál Színház (perf.) (2019. február 22.)
- FALCSIBLUE: Falcsik Mari, Falcsik Tigris (dob) (2019. március 8.)
- KONZOL: Horváth Éva (kötetbemutató) + Opál Színház (perf.) (2019. március 15.)
- 77: Barna Róbert (kötetbemutató) + Marton László Távolodó, Varga Tamás. Zene: Kalahári (Brátán Vera, Mándy Kálmán, Mezey Péter, Lábos Szabolcs) (2019. április 5.)
- AZ IGAZI IDŐ: Falcsik Mari (kötetbemutató) + Halszájoptika (perf.) (2019. április 12.)
- LASSÍTÓ SZOLGÁLATBAN: Jász Attila + Talán Miklós (fúvósok) (2019. április 26.)
- ITT SENKI SEM TURISTA (BALKANRAT2): Ürmös Attila + Opál Színház (perf.) (2019. május 3.)
- ESŐNAP: az Eső (Szolnok) irodalmi lap bemutatója: Jenei Gyula, Benedek Szabolcs (feat. Brenner Zoltán), Molnár H. Magor + Falcsik Mari, Novák Zsüliet, Petőcz András (2019. május 10.)
- ÖNLEXIKON. Cédrus-kötet bemutató: Szondi György (szerk.), Kelecsényi László, Koppány Zsolt, Pozsgai Zsolt, Szűgyi Zoltán, Zsávolya Zoltán (2019. június 7.)
- A FORUM KÖNYVKIADÓ (Újvidék) könyvheti estje. Szerzők: Antalovics Péter, Antal Szilárd, Benedek Miklós, Böndör Pál, Cirok Szabó István, Kormányos Ákos, Papp Katalin, Patócs László, Szilágyi Mária. Szerkesztők: Berényi Emőke, Bicskei Gabriella, Brenner J. János, Losoncz-Kelemen Emese (2019. június 15.)
- NO PROG évad és kiállítás záró est: Debreczeny György, Falcsik Mari, Ürmös Attila, Triceps (2019. július 5.)
- A SZATÍR ÁLLATKERTJE. Gulisio Tímea (kötetbemutató). Zene: Fiath András. (2019. október 11.)
- AZ ELVESZETT ÉPOSZ. Rőczei György (Kassák-kötetbemutató) (2019. október 15.)
- 56/57 ELEKTROMOS ÁRNYAK #3. Kreutz László tényirodalmi-zenei-klipes estje (2019. november 1.)
- ÁTNÉZNI A KAVICSON. Géczi János (2019. november 15.)
- RECEPT AZ IRODALOMHOZ – IRODALMI RECEPTEK. Nyitott mondat folyóirat (lapbemutató): Király Kinga Júlia és Cserna-Szabó András vs Csejtei Orsolya és Rácz I. Péter (2019. november 29.)
- SZILVUPLÉ #5 évadzáró est: Balázs Attila, Bárdos Deák Ágnes, Ladik Katalin, Szűgyi Zoltán (2019. december 27.)
- SZEMEK. Bartha György (kötetbemutató) + Opál Színház (perf.) (2020. január 24.)
- HÁROM ELMARADT KÖNYVBEMUTATÓ. Vörös István (2020. január 31.)
- ALAPNYELV. Nemes Z Márió (művészetfilozófiai-irodalmi est) + Urbán Bálint, Nemes Anna (2020. február 14.)
- A TÖMEGEK GÉNIUSZA. Erdődy Kristóf (Charles Bukowski emlékest) + filmvetítés (2020. március 13.)
- KARANTÉNFERGŐK. Ficsku Pál + Száraz György Miklós, Broszmann György (2020. szeptember 25.)
- SZILVUPLÉ #6 évadzáró est: Falcsik Mari, Ladik Katalin, Nagy Zsuka + Kettős Tamás (ének) (2020. december 30.)
- CSAPÓDJON A MOSTBA. M. Nagy Miklós (kötetbemutató) + Opál Színház (perf.) (2021. február 26.)
- ÚGY JÁRKÁLSZ, MINTHA LENNE OTTHON. Wirth Imre (2021. június 4.)
- MÁRTONI HISTÓRIÁK. Márton László (2021. június 25.)
- VISSZAVONHATATLAN. Gulisio Tímea + Opál Színház (perf.) (2021. július 2.)
- PRIVÁT IDEGENVEZETÉS. Horváth Eve + Opál színház (perf.) (2021. július 9.)
- ÜRES. Kettős Tamás (rapirodalom) + Opál Színház (perf.) (2021. július 23.)
- LES. Nagy Zsuka (kötetbemutató) + Falcsik Mari, Borg de Nobel, Opál Színház (perf.) (2021. szeptember 24.)
- MEGTANULNI HALNI. Kántor Péter (1949-2021) emlékest + Opál Színház (perf.), Gyukics Gábor (filmvetítés) (2021. október 8.)
- FELFÉNYLÉSEK. Kecskés Péter (kötetbemutató) + felolvasás (Kecskés Péter, Jakab Krisztián), Opál Színház (perf.) (2021. október 15.)
- MAGYARFAUSZT. Balázs Attila (kötetbemutató) + Végh Lajos (homokanimációs perf.) (2021. október 22.)
- TERMÉKENY FÉLREÉRTÉS. Áfra János és Szegedi-Varga Zsuzsanna (kötetbemutató) + Opál Színház (perf.) (2021. november 19.)
- HÁTTAL A NAPNAK. Terék Anna (kötetbemutató) + Opál Színház, Fehér Enikő csoportja (perf.) (2021. december 3.)
- GYERE KICSI ÉLETÖSZTÖN. Szalóczi Géza / Banga Ferenc (kötetbemutató) + Opál Színház (perf.) (2021. december 10.)
- A MŰVÉSZÁRVÁK ÉTKEZŐ CSARNOKA. Kurdy Fehér János + Opál Színház (perf.) (2021. december 17.)
- SZILVUPLÉ #7 évadzáró est: Ladik Kati, Falcsik Mari és Kettős Tamás + Opál Színház (perf.) (2021. december 30.)
- A VÖRÖS POSTAKOCSI. (Debrecen, lapszám-bemutató): Kulin Borbála, Kürti László és Kiss Judit Ágnes. (2022. február 18.)
- MAGAM MÖGÖTT HAGYOM. Temesi Hilda és az aFüzet kulturális magazin estje (2022. február 4.)
- JÖVŐBEMUTATÓ. (kötetbemutató): Endrey-Nagy Ágoston, Juhász Lilla Kornélia, Kellerwessel Klaus, Korsós Gergő, Kustos Júlia és Locker Dávid + Szabó Benedek. (2022. március 25.)

## Szabadfelolvasó estek
A merSZöveg elnevezésű, nyitott vagy kötött tematikájú szabadfelolvasó estek 2016 júniusában indultak. Felolvashatott bárki, kezdő vagy profi író vagy irodalmár. Lehetett líra, próza, dráma, szépirodalmi fordítás, elméleti szöveg. Saját munka vagy másé, de maximum 10/15 percben.
1. (2016. június 14.), 2. (2016. június 21.), 3. (2016. július 19.), 4. (2016. július 26.), 5. (2016. augusztus 3.), 6. (2016. augusztus 9.), 7. Keszthelyi Rezső emlékére (2016. augusztus 16.), 8. (2016. szeptember 2.), 9. (2016. szeptember 16.), 10. (2016. október 8.), 11. (2016. október 21.), 12. Halottak napja után (2016. november 4.), 13. Erőszakerőszak (2016. november 25.), 14. Boldogság ó (2016. december 16.), 15. Péntek 13 (2017. január 13.), 16. Horror Vacui (2017. február 3.), 17. Szertelenség (2017. március 3.), 18. Vakavaka (2017. április 21.), 19. Semmikor2 (2017. június 9.), 20. Badadada Forevör (2017. június 16.), 21. Legrosszabb szövegem/im (2017. augusztus 11.), 22. Őszilék (2017. szeptember 8.), 23. (2017. október 6.), 24. (2017. november 17.), 25. Jubiláris (2017. december 22.), 26. Nemjubiláris (2018. március 2.), 27. Add tovább: nincs tovább (2018. április 13.), 28. Elő/nyári hangulatban (2018. június 1.), 29. Késő/nyári hangulatban (2018. szeptember 21.), 30. Pré és poszt (2018. december 14.), 31. Vau! (2019. február 8.), 32. Ológia (2019. május 17.), 33. (2019. július), 34. Adalbert és Döme (2019. szeptember), 35. 64 Mari (2020. március 6.), 36. Hullám Hátán Hullám (2021. szeptember 17.), 37. A Pokolba (2021. november 12.), 38. Nájt Fláj Tú Venus (2022. február 11.), 39. Háború és ború (2022. március 4.)
Felkért csoportok: a Kertünk, a Halszájoptika, a Gittegylet, a Revolúció és a Pesti Séta alkotói.
Felolvastak: Abody Rita, Barna Róbert, Bartha György, Bartolf Zsuzsanna (vak énekmondó), Bárdos Deák Ágnes, Bényei Gábor, Borsos József, Bölöni Endre Dix, Brenner Zoltán, Busznyák Imre, Csoboth Dorka, Csölle Stefánia, Debreczeni György, Falcsik Mari, Ferdinánd Zoltán, Fetykó Judit, Frideczky Katalin, Gellért Andor Tamás, Gulisio Tímea, Haynal Ákos, Hegedűs Lajos Hunor (London), Hornyik Anna, Horváth Éva, Jahoda Sándor, Jordán Tünde Cobolyka, Kabai Gábor Buda, Kecskés Péter, Kelemen Miklós, Kerényi Kata, Kettős Tamás, Kovács Tibor Ringó, Köblös Péter, Kreutz László, Kulcsár Géza, Lantos Ábel, Láng Eszter, Lénárt Flóra, Litván Ádám, Marton Dániel, Magyary Ágnes, Máriáss Anna, Meláth Kamilla, Ménes Attila, Nagy Zopán, Nagygyörgy Zoltán, Patek, Pető Tóth Károly, Pittmann Luca, Rőczei György, Sajó László, Schreiner Dénes, Simon Márton, Szolnoki Rita Borzoj, Szőke Imre, Szőnyegi Erzsébet, Szűgyi Zoltán, Szűgyi Zsolt, Tatár Rózsa, Triceps, Trükkös Félix, Ürmös Attila, Varga Klára, Varga Wallner Csilla, Vári János Hunor, Veres Gábor, Véssey Miklós, Villányi G. András, Syporca Whandal és mások.
Elhangzottak: Bada Dada (1963–2006), Párniczky Mihály (1950–1998) és Bárdos László (1955–2016) költeményei is.
A 7. estről (2016. augusztus 16.) műsort készített az újvidéki RTV2, riporter: Balázs Attila.

## Elméleti előadások
- ANNA BLUME 100 SMES. Kurt Schwitters: A revoni dicsőséges forradalom kezdetei és okai (1918) c. unikális könyvének bemutatója: Rőczei György (+ filmvetítés) (2018. május. 22.)
- A TISZTA ÉSZ KRITIKÁJA – HAJAS-REFLEXIÓK: Nemes Z. Márió Hajas Tibor prózájáról (+ filmvetítés) (2019. március 1.)
- MI A PIPA? Kiss Mihály elmélkedése René Magritte: Ceci n’est pas une pipe (1929) c. festményéről (+ diaporáma) (2019. március 29.)
- LEONARDO IZ REDIMÉD. Walter Isaacson: Leonardo da Vinci c. kötetének bemutatója: Falcsik Mari (fordító), M. Nagy Miklós (szerkesztő) (2019. május 31.)

## Kiállítások
- 2 MADADAMA kiállítás a Dada 100. születésnapjára

Kiállítók: Ajtai Tamás, Bada Dada (1963–2006), Bíró József, BMZ, Bokros Péter, Dávid Vera (CA), ef Zámbó István, Ézsiás István, Fedora csoport (ex-YU), Fenyvesi Tóth Artpad (1950–2014), Gály Katalin (SK), Géczi János, Győrffy Sándor, Hornyik Anna, Jakab Tibor Perkins (1966–2016),  Kerekes László (1954–2011, DE), Milorad Krstić, Külüs László, Ladány László, Ladik Katalin, Lantos Ábel, László Bandy, Luzsicza Árpád, Slavko Matković (1948–1994, ex-YU), Nagy Zopán, New Orwell Street Brigade, Ormos József, Petőcz András, Rohadék, Rőczei György, Syporca Whandal, Szécsi András, Szlaukó László, Szolnoki Rita Borzoj, Szombathy Bálint, Talán Miklós, Triceps, Varga Lilla, Vass Tibor, Vörös András, Yeanet Poett (SK)
Vernisszázs: Szlaukó László, Rőczei György, Nagy Zopán, Petőcz András, Kakuk Bálint, Ladik Katalin, Falcsik Mari, Simon Márton + Opál Színház (perf.) (2016. február 8.) Finisszázs: Szlaukó László, Rőczei György, Fenyvesi Ottó, Petőcz András, Eve Alexander, Triceps, Rohadék (Revolúció # 29 poszthiperprimitív fanzin), Bárdos Deák Ágnes, Varga Klára, Gulisio Tímea, Fábián Franciska… (2016. március 8.)
NEM KIÁLLÍTÁSRA SZÁNT KÉPEK: Rőczei György (digitális montázsok)
Vernisszázs: Rőczei György (perf.) (2016. május 12.)
TUDTA? Egynapos kiállítás a Kétfarkú Kutya Párt plakátjaiból
Nyitó/záró program: Sztrít Árt vagy A-politika? Beszélgetés a KKP képviselőivel: Sebő Ferenc, Tasi Csaba vs Ménes Attila és Triceps. Kutya-nóta: Brenner Zoltán. (2016. szeptember 30.)
ROHANÁS A ROHADÁSBA: Nagy M. Hedvig (fotók)
Vernisszázs: Ménes Attila + Opál Színház (perf.) (2016. december 30.)
777 – TALÁLT TÁRGYAK TÁRLATA (trash-art kiállítás)
Kiállítók: Bada Dada (1963–2006), Baksa Gáspár, Bódis Barnabás, Brenner Zoltán, Falcsik Mari, Gály Katalin (SK), Gulisio Tímea, Hegedűs Lajos Hunor, Ilauszky Tamás, Ismeretlen #1, Ismeretlen #2, Jakab Tibor Perkins (1966–2016), Kertész Dániel, Kettős Tamás, Köblös Péter, Ladány László, Ladányi Georg, Lantos Ábel, Macska János, Nagy M. Hedvig, Nagy Zopán, Petőcz András, Rőczei György, Ruff Judy (1954–2011), Simon Zoltán, id. Somoskői Lajos (+), Szécsi András, Szlaukó László, Szombathy Bálint, Talán Miklós, Téglás András, Triceps, Városi Gabriella, Syporca Whandal, Yeanet Poett (SK).
Vernisszázs: Ferdinánd Zoltán, Gulisio Tímea, Kabai Gábor Buda, Ménes Attila, Nagy Zopán, Petőcz András, Rőczei György, Triceps + Halszájoptika és Opál Színház (perf.) (2017. február 17.) Finisszázs: Kurdy Fehér János, Petőcz András, Rőczei György, Triceps + Opál Színház (perf.) (2017. március 17.)
ARCHAIKUS MULTIMÉDIA: Végh Lajos és Városi Gabi
(posztpopart festmények, digitális kollázsok, homokanimációs szekvencek)
Vernisszázs: Végh Lajos digitalsand vetítése (2017. március 24.) Finisszázs: Végh Lajos + Halszájoptika (perf.) (2017. április 28.)
47 KONYI BABA: Szabó Benke Róbert (fotók)
Egynapos kiállítás (2017. május 19.)
NOSZF – NAGY OKTÓBERI SZÓ/FOSÁS: A Nagy Októberi Szocialista Forradalom 100. évfordulójára készült kiállítás (közösen a Magyar Műhely Galériával)
Kiállítók: Bíró József, Bokros Péter (1957–2017), Géczi János, Kertész Dániel, Kreutz László, Lantos Ábel, Mathias Pál (Freiburg), Péterffy Zsófia, Rőczei György, Syporca Whandal, Szolnoki Rita Borzoj, Szombathy Bálint, Vass Tibor, Végh Lajos, Triceps, Yeanet Poett (SK). + Magyar Műhely Galéria Kiállítók: Bogdándy Szultán, Bokros Péter, Fazekas Zoltán, (Kopács) Kovács Miklós, Milorad Krstić, Christopher Lori, Rőczei György, Serfőző Magdolna, Szlaukó Lászlló, Szombathy Bálint, Tóth Gábor.
Vernisszázs: Rőczei -1+1 generalisszimusz beszéde + Opál Színház (perf.) (2017. november 7.) Finisszázs: nélkül (2017. december 13.)
A NÉGY MUSKÉTÁS 2: Bódis Barnabás (RO), Bullet Shih (USA), Fuchs Tamás és Josef Wurm (AT) (festmények)
Vernisszázs: Keszthelyi Imre / Tilos Rádió (2018. július 6.) Finisszázs: Opál Színház (perf.) (2018. július 27.)
KAOTIKUS ARCOK: Terka (Nagy Eszter) (festmények, grafikák)
Vernisszázs: Ladik Katalin, Kettős Tamás, Sajó László, Brenner Zoltán (2018. december 28.) Finisszázs: Térey János (2019. január 18.)
OPUS+ Hirman Csaba (Szabadka): festmények és digitális montázsok
Vernisszázs: Gifvetítés az elektrográfikus festményekből + Opál Színház (perf.) (2019. február 22.) Finisszázs: Debreczeny György, Falcsik Mari, Ürmös Attila, Triceps (2019. július 5.)
KRÓNIKUS SELF-DETOX: Syporca Whandal (graffikák, ready made-ek)
Vernisszázs: Sziporka és Barbara Friedman (FRA) body art performansza + Brenner Zoltán: Szipi-nóta (2019. szeptember 13.)
ORBIS NIGRE: csoportos kiállítás: Bada Dada (+), BMZ, Falcsik Mari, Fenyvesi Ottó, Géczi János, Jakab Tibor Perkins (+), Kertész Dániel, Ladik Katalin, Lantos Ábel, Monty Cantsin, Nagy M. Hedvig, New Orwell Street Brigade, Péterfy Zsófia, Pittmann Luca, Rőczei György, Ruff Judy (+), id. Somoskői Lajos (+), Syporca Whandal, Szécsi András, Szőnyegi Erzsébet, Triceps, Ürmös Mihály (+), Végh Lajos, Yeanet Poett. Vernisszázs & finisszázs: nincs. (2020. január 17.)
A KÉTLAKI: Bezzeg Gyula (kétnapos virtuális fotó-kiállítás)
Vernisszázs: Opál Színház (perf.) (2021. április 28.)

## Performanszok

### Opál Színház (fónikus-zenei performanszok)

#### PERIHÉLIUMÁTMENET (2 MADADAMA kiállításmegnyitó)
Szöveg: Baróti Szabó Dávid (1784), Amade László (1840k), Kristóf Károly (1904), Barta Sándor (1922), Kudlák Lajos, Méliusz József (1953), Weöres Sándor, Géher István, Vas István, Tandori Dezső, fe Lugossy Laca, Szabóka 17 Lászlóka. Ének/hang: Brenner Zoltán, Fábián Franciska, Tóth Imre, Triceps, Ürmös Attila, Yeanet Poett. Zene: Falcsik Tigris (dob), Ürmös Attila (harmonika). Rendezte: Triceps. (2016. február 8.)

#### IGEN (Nagy M. Hedvig kiállításmegnyitó)
Vers: Barta Sándor (Bécs, 1920). Hang/zene: Brenner Zoltán, Buda Géza, Falcsik Tigris, Gulisio Tímea, Jordán Tünde Cobolyka, Syporca Whandal, Triceps. Rendezte: Triceps. (2016. december 30.)

#### TARTÓZKODÁSI GYAKORLATOK (777 kiállításmegnyitó)
Vers: Tandori Dezső (Egy talált tárgy megtisztítása – részlet). Ének/hang: Gulisio Tímea, Syporca Whandal, Triceps, Ürmös Attila. Zene: Falcsik Tigris (dob). Rendezte: Triceps. (2017. február 17.)

#### TARTÓZKODÁSI GYAKORLATOK II/II (777 kiállítás záró)
Vers: Tandori Dezső (Egy talált tárgy megtisztítása – részlet). Hang: Ürmös Attila. Vokál: Gulisio Tímea, Syporca Whandal. Zene: Matchbox (tape), Brenner Zoltán (gitár), Falcsik Tigris (dob). Rendezte: Triceps. (2017. március 17.)

#### SEMMIKOR (Triceps kötetbemutató)
Versek: Triceps. Ének/hang: Brenner Zoltán, Gulisio Tímea, Triceps, Syporca Whandal. Zene: Falcsik Tigris (dob), Ürmös Attila (harmonika). Rendezte: Triceps (2017. június 2.)

#### MRT WAX
Versek: Triceps. Ének/hang: Gulisio Tímea, Triceps, Syporca Whandal. Zene: Falcsik Tigris (dob). Rendezte: Triceps (2017. szeptember 29.)

#### NOSZF (kiállításmegnyitó)
Szöveg: Slavko Matković, Vlagyimir Majakovszkij. Hang: Brenner Zoltán, Gulisio Tímea, Triceps, Syporca Whandal. Ének: Falcsik Mari. Zene: Kreutz László (elektromos dob). Rendezte: Triceps. (2017. november 7.)

#### A 3LÁBÚ KUTYA
Szöveg: Samuel Beckett. Ének/hang: Brenner Zoltán, Gulisio Tímea, Syporca Whandal. Zene: Kreutz László (elektromos dob), Falcsik Tigris (dob). Rendezte: Triceps. (2017. december 29.)

#### ALUDNI SZERETNÉK (Nagy Zopán kötetbemutató)
Versek: Nagy Zopán. Ének/hang: Brenner Zoltán, Gulisio Tímea, Syporca Whandal. Zene: Kreutz László (elektromos dob), Falcsik Tigris (dob). Rendezte: Triceps. (2018. január 19.)

#### ŐSZINTE GYÖNGYSZEMEK (Bada Dada kötetbemutató)
Versek: Bada Dada. Ének/hang: Brenner Zoltán, Gulisio Tímea, Syporca Whandal, Triceps. Zene: Kreutz László (elektromos dob), Falcsik Tigris (dob), Ürmös Attila (harmonika). Rendezte: Triceps. (2018. június 22.)

#### JÖVÖK JÁCCANI! (A NÉGY MUSKÉTÁS 2 kiállítás záró)
Szöveg: Samuel Beckett. Hang: Brenner Zoltán, Gulisio Tímea, Syporca Whandal, Triceps. Zene: Kreutz László (elektromos dob), Falcsik Tigris (dob), Ürmös Attila (harmonika). Rendezte: Triceps. (2018. július 27.)

#### NÉGYUJJ MESTER TANÍTÁSAI (BALKANRAT1)
Ének/hang: Brenner Zoltán, Gulisio Tímea, Syporca Whandal, Talán Miklós, Triceps. Zene: Kreutz László (elektromos dob), Falcsik Tigris (dob), Ürmös Attila (harmonika). Írta és rendezte: Triceps. (2019. február 22.)

#### KONZOL (Horváth Eve kötetbemutató)
Versek: Horváth Eve. Ének/hang: Horváth Eve – Brenner Zoltán, Gulisio Tímea, Syporca Whandal, Talán Miklós. Zene: Kreutz László (e-dob), Falcsik Tigris (dob), Ürmös Attila (harmonika). Rendezte: Triceps. (2019. március 15.)

#### ITT SENKI SEM TURISTA (BALKANRAT2)
Szöveg: Ürmös Attila. Ének/hang: Ürmös Attila – Brenner Zoltán, Damu Andor, Syporca Whandal. Zene: Baksa Gáspár (gitár), Falcsik Tigris (dob), Talán Miklós (fúvósok), Ürmös Attila (harmonika). Rendezte: Triceps. (2019. május 3.)

#### SZEMEK (Bartha György kötetbemutató)
Versek: Bartha György. Ének/hang: Brenner Zoltán, Syporca Whandal, Tóth Árpád. Zene: Falcsik Tigris (dob), Kreutz László (e-dob), Ürmös Attila (harmonika). Rendezte: Triceps (2020. január 24.)

#### CSAPODJONAMOSTBA (M. Nagy Miklós kötetbemutató)
Versek: M. Nagy Miklós. Hang: Brenner Zoltán, Triceps, M. Nagy Miklós. Zene: Falcsik Tigris (dobok), Ürmös Attila (harmonika). Rendezte: Triceps (2021. február 26.)

#### A KÉTLAKI (Bezzeg Gyula kiállítás megnyitó)
Versek: Domonkos István, Falcsik Mari, Ladik Katalin, Sziveri János. Ének/hang: Brenner Zoltán, Krasznai Tünde (+gitár). Rendezte: Triceps (2021. április 28.)

#### VISSZAVONHATATLAN (3NOK1)
Versek: Gulisio Tímea. Ének/hang: Brenner Zoltán, Litván Ádám, Marton Dániel. Zene Ürmös Attila (harmonika). Rendezte: Triceps (2021. július 2.)

#### PRIVÁT IDEGENVEZETÉS (3NOK2)
Versek: Horváth Eve. Ének/hang: Brenner Zoltán és mások. Rendezte: Triceps (2021. július 9.)

#### ÜRES
Versek: Kettős Tamás. Ének/hang: Brenner Zoltán és mások. Rendezte: Triceps (2021. július 23.)

#### LES (3NOK3)
Versek: Nagy Zsuka. Ének/hang: Brenner Zoltán és mások. Rendezte: Triceps (2021. szeptember 24.)

#### MEGTANULNI HALNI (Kántor Péter emlékest)
Versek: Kántor Péter. Ének/hang: Brenner Zoltán, Erdődy Kristóf, Litván Ádám. Rendezte: Triceps (2021. október 8.)

#### FELFÉNYLÉSEK (Kecskés Péter kötetbemutató)
Versek: Kecskés Péter. Ének/hang: Brenner Zoltán és mások. Rendezte: Triceps (2021. október 15.)

#### TERMÉKENY FÉLREÉRTÉS (Áfra János-est)
Versek: Áfra János. Ének/hang: Brenner Zoltán, Falussy Mira, Litván Ádám és mások. Zene: Kreutz László (e-dob). Rendezte: Triceps (2021. november 19.)

#### HÁTTAL A NAPNAK (Terék Anna-est)
Versek: Terék Anna. Hang: Brenner Zoltán, Buda Géza, Falussy Mira, Jordán Tünde, Litván Ádám. Rendezte: Triceps (2021. december 3.)

#### GYERE KICSI ÉLETÖSZTÖN (Szalóczi Géza kötetbemutató)
Versek: Szalóczi Géza. Hang: Brenner Zoltán, Buda Géza, Falussy Mira, Litván Ádám, Marton Dániel. Rendezte: Triceps (2021. december 10.)

#### A MŰVÉSZÁRVÁK ÉTKEZŐ CSARNOKA (Kurdy Fehér János-est)
Versek: Kurdy Fehér János. Ének/hang: Brenner Zoltán, Buda Géza, Falussy Mira, Litván Ádám, Marton Dániel vagy mások. Zene: Kreutz László (e-dob), Falcsik Tigris (percussion). Rendezte: Triceps (2021. december 17.)

#### DER SPRING NOCH AUF
Vers: Domonkos István. Ének/hang: Brenner Zoltán. Zene: Laibach (tape). Rendezte: Triceps (2021. december 30.)

### Halszájoptika (multimediális estek)

#### HALSZÁJOPTIKA 1. (777 kiállításmegnyitó)
Szöveg: Deme László, Haynal Ákos, Hermann Julcsi, Koponyás Regina, Magyary Ágnes, Nagygyörgy Zoltán, Pocsay Zsolt, Racsmány Mihály, Varga Imre. Fotó: Puskás Erzsébet, Varga Imre. Hang: Nagygyörgy Zoltán, Haynal Ákos. Zene: Varga Imre (szintetizátor). Rendezte: Haynal Ákos. (2017. február 17.)

#### HALSZÁJOPTIKA 2 (Végh Lajos kiállítás záró)
Szöveg: Haynal Ákos, Nagygyörgy Zoltán, Varga Imre. Fotó: Puskás Erzsébet, Varga Imre. Hang: Nagygyörgy Zoltán, Haynal Ákos. Zene: Varga Imre (szintetizátor). Digitalsand vetítés: Végh Lajos. Rendezte: Haynal Ákos. (2017. április 28.)

#### MINEK KOLLEKTÍVA (KLUB #1)
Fotók: Minek Kollektíva. Hang: Haynal Ákos, Nagygyörgy Zoltán. Zene: Varga Imre (szintetizátor).  Rendezte: Haynal Ákos. (2017. december 16.)

#### MÓRICZ-SABJÁN SIMON, ICSU RENÁTA (KLUB #2)
Fotók: Móricz-Sabján Simon, Icsu Renáta. Szöveg: Tuza Mónika, Varga Imre. Hang: Haynal Ákos, Nagygyörgy Zoltán. Zene: Varga Imre (szintetizátor). Rendezte: Haynal Ákos. (2018. február 23.)

#### BARBAY CSABA (KLUB #3)
Fotók: Barbay Csaba. Szöveg: Halszájoptika. Hang: Haynal Ákos, Nagygyörgy Zoltán. Zene: Varga Imre (szintetizátor), Hajós Marion (szintetizátor). Rendezte: Haynal Ákos. (2018. április 20.)

#### SZELVIE: TRICEPS 6:3
Fotók: Triceps. Szöveg: Haynal Ákos, Nagygyörgy Zoltán, Varga Imre. Hang: Haynal Ákos, Nagygyörgy Zoltán. Zene: Varga Imre (szintetizátor). Rendezte: Haynal Ákos. (2018. szeptember 28.)

#### AZ IGAZI IDŐ (Falcsik Mari kötetbemutató)
Versek: Falcsik Mari. Fotók: A. Fehér Vera, Aknay Csaba, Barbay Csaba, Birtalan Zsolt, Hegedűs Ákos, Icsu Renáta, Nagy M. Hedvig, Syporca Whandal, Varga Imre. Hang: Haynal Ákos Nagygyörgy Zoltán. Zene: Varga Imre (szintetizátor). Rendezte: Haynal Ákos. (2019. április 12.)

#### INFERNÁLIS BŰNÖK – DANTE KÖREI (antológiai bemutató)
Hang: Haynal Ákos Nagygyörgy Zoltán. Zene: Varga Imre (szintetizátor). Rendezte: Haynal Ákos. (2022. március 18.)

### Balassa László (1977–2019)
BALASSA BANZÁJ # 1-2-3 (születésnapi fotóperformansz)
Fotók: Balassa László és a BWS tanítványai (2017-18-19 áprilisa)

### Ladik Katalin
ÉNEKLŐ SÁL (happening) (2018. február 9.)
ÓLOMÖNTÉS (happening) (2018. december 28.)

### Rőczei György
ÁTJÁRÓ (képzőművészeti performansz) (2016. május 12.)

### Syporca Whandal
TÁNYÉRSAPKA ÉS GUMIBOT (fotóperformansz)
Fotók: Syporca Whandal. Alanyok: Balogh Endre, Busznyák Imre, Debreczeny György, Falcsik Mari, GHorváth Boglárka, Gulisio Tímea, Haynal Ákos, Kabai Gábor Buda, Köves István, Orosz Levente, Pechlov György, Pittmann Luca, Rovar17, Triceps, Weber Kristóf, Syporca Whandal + egy ismeretlen hölgy. (2017. június 30.)
KRÓNIKUS SELF-DETOX (body art performansz)
Sziporka és Barbara Friedman (FRA) + Brenner Zoltán: Szipi-nóta (2019. szeptember 13.)

### Nagy Zopán
FÜZET 02 (kötetbemutató, fónikus-zenei performansz)
Szöveg és hang: Nagy Zopán. Zene: Rovar17 (noise), Maller Luca (szaxofon). Vetítés: MaN. (2018. november 23.)

### Kulcsár Géza
515NIGHTS (DUX-NUX): KRÍZIS-KATARZIS-KONJUNKCIÓ (multimediális performansz) (2019. december 20.)

### Végh Lajos
MAGYARFAUSZT (kötetbemutató, homokanimációs perf.) (2021. október 22.)

### Fehér Enikő csoportja
A TÁRGYAK A TÁRGYAK A TÁRGYAK – tisztelet Pilinszkynek (performansz)
Versek: Pilinszky János. Hang, mozgás: Fehér Enikő, Nagyházi Márton, Szabados Attila. Rendezte: Fehér Enikő (2021. december 3.)

### Dogma Színház
ALÁZATOS SZABADSÁG – Litván Péter emlékére (multimediális performansz)
Szöveg: Litván Péter. Hang, mozgás: Buda Géza, Fekete Balázs, Győrfi Edina, Huszár Anita, Litván Ádám, Mucsi Réka, Nagy Andrea, Nagy Judit, Varga Ferenc, Vasas Tamás és mások. Rendezte: Litván Ádám (2022. február 25.)

## Koncertek
- VIHAROS (kortárs versek funky, blues, pop, rock, jazz, alter stílusban)

Ének: Víg Orsolya. Zene: Szinay Balázs (gitár) (2017. augusztus 18.)
- QAD: HUNG BAO (experimentális zene / human music)

Zene: dr.AAt (szólógitár), Baxgas (basszusgitár), Ditu Artu (speciális effektek), Diós Iannis (vetítés, elektronika), Naut 83 (sunti, dobgép). Hang: Syporca Whandal (2018. február 16.)
- ZEBRAFON AKUSZTIK: LOVE ME DO (Beatles klubkoncert)

Ének, gitár: Nagy Zsuzs/Zsú, Farkas Gábor/Zsonó (basszus), Kipke Tamás (billentyű, ének), Papp István/Steve (gitár, ének), Rácz Gábor/Bálna (dob) (2018. április 6.)
- KATI BURNS NTETT (világzene)

Ének és fúvósok: Burns Kati. Zene: Horváth Ádám (bőgő), Strieženec Dávid (gitár és vokál), Kas Bence (ütősök) (2018. november 9.)
- KALAHÁRI (Barna Róbert kötetbemutató est, etno-avantgarde zene)

Ének, furulyák: Brátán Vera. Zene: Mándy Kálmán (különleges ütőhangszerek, HANG drum, melodika), Mezey Péter (fuvola, hangeffektek), Lábos Szabolcs (egzotikus húros hangszerek) (2019. április 5.)
MEZEI SZILÁRD (Zenta): SOLO (szabad improvizációs szólóest) Brácsa: Mezei Szilárd (2019. szeptember 20.)
BudaP & Barakonyi: ŰRZAVAR (mixtape zenék) (2020. február 28.)
KETTŐS TAMÁS: ASZÖVEGET HÍVOM (rapirodalmi koncert) Versek, ének: Hortoványi Kettős Tamás. Zene: Szolnok Bence (gitár) (2022. március 11.)

## Filmbemutatók

### ÁTOK ÉS KÍSÉRTÉS (magyarországi ősbemutató)
magyar fikciós dokumentumfilm, fekete-fehér, 5 óra 11 perc
Rendezte: Litván Ádám. Forgatókönyv: Litván Ádám, Marczinka Csaba. Executive producer: Gudenus Géza. Szereplők: 70 amatőr. (2017. május 26. / 2019. március 22. Rendezői, vágott verzió: 2 óra 45 perc)

### GHYA-CHANG-FOU / HIRTELEN LEFEJEZÉS (európai ősbemutató)
bengáli dark komédia, bengáli és angol nyelven, színes, 120 perc
Írta és rendezte: Joyraj. Operatőr: Basab Mallik. Hang: Sukanta Majumdar. Animáció: Ankush Barman. Jelmez: Rini Seal. Zene: Santajit Chatterjee. Producer: Kamalika, Subhasis, Payel. Szereplők: Shruti Ghosh, Qaushiq Mukherjee, Kamalika Banerjee, Anirban Bhattacharya, Benny Basu, Surojit Sen, Sudipa Basu, Sumeet Thakur, Sudipto Chatterjee, Gautam Sarkar, Rana Jit, Debarati Sarkar, Ben Zachariah, Aritry Das, Sreejita Mitra. (2018. május 11. / szeptember 14.)

### THE BEST HOTEL ON SKID ROW (magyarországi bemutató)
életrajzi dokumentumfilm Charles Bukowskiról, angol nyelven (1990)
Rendezte: Christine Choy & Renee Tajima Peňa (2020. március 13.)

### BUKOWSKI: BORN INTO THIS (magyarországi bemutató)
életrajzi dokumentumfilm Charles Bukowskiról, angol nyelven (2003)
Rendezte: John Dullahan. Zene: James Stemple (2020. március 13.)

### DICTATORSHIP OF TASTE / ÍZLÉSDIKTATÚRA (magyarországi bemutató)
dokumentumfilm Budapest íróiról: Kántor Péter, Balogh Attila, Ladik Katalin, Keszthelyi Rezső és mások, angol/magyar nyelven (2008)
Rendezte: Gyukics Gábor. (2021. október 8.)

### Mersz Klub
- Szépírók Társasága
- Mersz Klub (Facebook oldal)
- MERSZ KLUB (magyar nyelven). www.facebook.com. (Hozzáférés: 2020. január 18.)
- Mersz Undorgrund Klub (Facebook csoport)
- Pungor András: Befújja az utcáról a tehetségeket a szél – A befogadó művészpince (168 óra, Budapest, 2019. július 5.)
- A Mersz Klub és Hirman Csaba képzőművész (Long Music Production, YouTube, 2019. június 8.) 14:38
- Rohanás a rohadásba – 1 éves a Mersz Klub (Bancsik György, YouTube, 2016. december 30.) 29:47
- Rácz I. Péter riportja a klubról - aki válaszol: Lantos László Triceps, Népszava, 2019. augusztus 31., Nyitott Mondat

### Irodalmi estek
- Cédrus estek: Önlexikon kötetbemutató a Mersz Klubban (Velicskó Péter / Napút Videó, 2019. június 7.) 1:34:52
- Falcsik Mari: Az igazi idő – multimediális kötetbemutató a Mersz Klubban (Bancsik György, YouTube, 2019. április 12.) 31:51
- Horváth Éva: Konzol c. kötetbemutató estje a Mersz Klubban (Bancsik György, YouTube, 2019. március 15.) 28:15
- Ferdinánd Zoltán és Nagy M. Hedvig: Feles c. kötetbemutató estje a Mersz Klubban (Bancsik György, YouTube, 2018. november 30.) 40:49
- Triceps 6:3 születésnapi est a Mersz Klubban (MrKoruc, YouTube, 2018. október 4.) 29:09
- Nagy Zopán: Füzet 2.0 c. kötetbemutatója a Mersz Klubban (Bancsik György, YouTube, 2018. november 24.) 37:12

### Kiállítások
- Tudta? Egynapos MKKP-plakátkiállítás a Mersz Klubban (Bancsik György, YouTube, 2016. október 1.) 57:03
- Nemigen! biztatja a Mersz Klub az MKKP-t és passzivistáit (Bancsik György, YouTube, 2016. október 3.) 2:56

### Halszájoptika
- Halszájoptika – Műhely3: Dínó a Mersz Klubban (Bancsik György, YouTube, 2018. május 22.) 5:24
- Halszájoptika – Műhely3: Téli Balaton a Mersz Klubban (Bancsik György, YouTube, 2018. május 21.) 7:24
- Halszájoptika – Műhely3: Mosoda a Mersz Klubban (Bancsik György, YouTube, 2018. május 18.) 5:51
- Halszájoptika – Műhely3: Cipő, nem cipő a Mersz Klubban (Bancsik György, YouTube, 2018. május 11.) 5:20
- Halszájoptika – Minek kollektíva: Egyenesen a pokolba a Mersz Klubban (Bancsik György, YouTube, 2018. február 23.) 1:53
- Halszájoptika – Minek kollektíva: Megálló a Mersz Klubban (Bancsik György, YouTube, 2018. február 23.) 6:42
- Halszájoptika – Minek kollektíva #2 a Mersz Klubban (Bancsik György, YouTube, 2017. december 22.) 29:01

### Opál Színház
- Opál Színház: A átszma ége – eckett öredékek (próbafelvétel a Mersz Klubban) (Bancsik György, YouTube, 2017. január 31.) 12:03